# Herguijuela de la Sierra
Herguijuela de la Sierra – gmina w Hiszpanii, w prowincji Salamanka, w Kastylii i León, o powierzchni 31,52 km². W 2011 roku gmina liczyła 299 mieszkańców.